# أوغست فون هاكستهاوزن
أوغست فرانز لودفيج ماريا، البارون فون هاكستهاوزن - أبنبورغ (بالإنجليزية: August Franz Ludwig Maria, Baron von Haxthausen-Abbenburg)‏ (3 فبراير 1792، في بوكندورف، أمير أسقف بادربورن - 31 ديسمبر 1866، في هانوفر) كان عالمًا زراعيًا ألمانيًا، واقتصاديًا، ومحاميًا، وكاتبًا، وجامعا للأغاني الشعبية، الذي اشتهر بروايته للأوضاع في روسيا كما كشفت عنها زيارته عام 1843.

## ببلويغرافيا
- August von Haxthausen, Studies on the Interior of Russia. Tr. Eleanore L.M. Schmidt; ed. and intro. S. Frederick Starr. University of Chicago Press, 1972: (ردمك 0-226-32022-7).
- Bettina K. Beer, August von Haxthausen, a conservative reformer: proposals for administrative and social reform in Russia and Prussia 1829 - 1866. University Microfilms International, 1979.
- Ripley، George؛ Dana، Charles A.، المحررون (1879). "Haxthausen, Franz Ludwig Marie August" . The American Cyclopædia. {{استشهاد بموسوعة}}: يحتوي الاستشهاد على وسيط غير معروف وفارغs: |1= و|coauthors= (مساعدة)